# سيمون سميث (لاعب اتحاد الرغبي)
سيمون سميث (بالإنجليزية: Simon Smith)‏ هو لاعب اتحاد الرغبي بريطاني، ولد في 29 أبريل 1960 في Baldock ‏ في المملكة المتحدة.